# Chantal Delsol
Pour les articles homonymes, voir Delsol.
Chantal Delsol ou Chantal Millon-Delsol, née le 16 avril 1947 à Paris, est une philosophe et écrivaine française.
Disciple de Julien Freund, elle fonde l’Institut Hannah Arendt en 1993 et devient membre de l'Académie des sciences morales et politiques en 2007, qu'elle préside en 2015.
Catholique, « libérale-conservatrice », fédéraliste, et en faveur du principe de subsidiarité fondé sur celui de la singularité, elle est éditorialiste à Valeurs actuelles, directrice de collection aux éditions de la Table ronde et l'auteur de plusieurs romans.
Discrète dans les années 1980 et 1990, son œuvre philosophique connaît une notoriété croissante à partir de l'an 2000 et porte notamment sur la modernité tardive, la démocratie, le totalitarisme et le populisme, l'école, l'universalisme républicain et le libéralisme, la philosophie du droit, l'histoire de la religion chrétienne et la philosophie contemporaine d'Europe de l'Est.

## Biographie
Chantal Delsol est issue d'une famille originaire de Montignac, en Dordogne, de la droite catholique et la fille du biologiste Michel Delsol,. Admiratrice du dissident tchèque Jan Patočka , elle se définit elle-même comme une « anticommuniste primaire » depuis toujours. Son père, catholique traditionaliste et maurrassien convaincu, est le fondateur du cercle Charles-Péguy, d'inspiration national-catholique. Elle est la sœur de Jean-Philippe Delsol, avocat.
Chantal Delsol a été l'élève du philosophe et sociologue libéral-conservateur Julien Freund, disciple de Max Weber, sous la direction duquel elle soutiendra sa thèse en 1982.
Hostile à Mai 1968, elle a milité, en réaction, au sein du Mouvement autonome des étudiants lyonnais (Madel). Elle a utilisé le pseudonyme « Chantal Carlat ».
Docteur ès lettres (1982), elle est actuellement professeur à l'université de Marne-la-Vallée, où elle dirige le Centre d'études européennes, devenu Institut Hannah Arendt, qu'elle a fondé en 1993. Son enseignement couvre « le champ de la philosophie pratique, éthico-politique, explorée et jugée en son fondement et en son histoire, notamment dans la modernité tardive. Elle prend plus particulièrement pour objets les relations internationales et la géopolitique européenne. Elle anime, dans ces domaines, des échanges suivis avec, d'une part, l'Europe centrale et orientale, et d'autre part, l'Amérique du Sud ».
Chantal Delsol se définit comme « libérale-conservatrice », et par les médias comme « non-conformiste de droite », « européenne convaincue », « intellectuelle de droite […] appelée à jouer un rôle significatif dans l'entreprise de renouvellement philosophique à l'œuvre au sein du camp conservateur ». En 1998, lors de l'élection de Charles Millon aux élections régionales grâce aux voix du Front national, comme lorsqu'il fonde l'éphémère parti La Droite, elle joue un rôle important dans sa décision d'accepter les voix du parti d'extrême droite.
Elle est l'épouse de Charles Millon, ancien ministre de la Défense du président Jacques Chirac durant les deux gouvernements Alain Juppé. Elle est membre depuis 2007 d'un laboratoire d'idées européen, l'Institut Thomas More. Ils ont six enfants, dont un adopté, d'origine laotienne.
Elle est élue membre de l'Académie des sciences morales et politiques le 18 juin 2007 au fauteuil de Roger Arnaldez.
Depuis 2011, elle est également rédactrice sur le site d'information Atlantico.
En 2016, elle cofonde l'École professorale de Paris, établissement privé de formation des enseignants,. En septembre 2017, elle intègre le comité éditorial du magazine conservateur L'Incorrect.

## Pensée
Après sa thèse consacrée à la philosophie politique de l'Antiquité, Chantal Delsol a fait de l'histoire des idées politiques sa spécialité d'enseignement et de recherche. Disciple et spécialiste de la pensée de Julien Freund,, elle étudie, à partir de la pensée chrétienne, de valeurs catholiques et du personnalisme, la notion de singularité.

## Positions politiques
Opposée au PACS, elle juge au moment de sa création qu'il s'agit d'une « régression » dont le résultat sera d'« accroître le nombre d'enfants abandonnés ou privés de père ». Liée aux mouvements antiavortement, elle parraine en 1991 la Journée internationale pour la vie.
En 2018, elle est à l'initiative de la Fondation du Pont-Neuf, avec notamment Frédéric Rouvillois. Mediapart indique que la fondation a été de toutes les initiatives pour aider à l’union de l’extrême droite et de la droite dure.
Elle signe plusieurs tribunes et pétitions contre l’autodétermination des personnes trans en 2021 et 2022, et est soupçonnée de conflit d'intérêts dans la remise de la bourse Marcelle-Blum à l'Observatoire de la petite sirène en 2023.

## Œuvres

### Essais
- Essai sur le pouvoir occidental : démocratie et despotisme dans l'Antiquité, Paris, PUF, 1985.
- La Politique dénaturée, Paris, PUF, 1986.
- Les idées politiques au XXe siècle, Paris, PUF, "Premier cycle", 1991. Traduit en espagnol, tchèque, arabe, russe, macédonien, roumain, albanais.
- L'État subsidiaire : ingérence et non-ingérence de l'État, le principe de subsidiarité aux fondements de l'histoire européenne, Paris, PUF, 1992. Traduit en italien, en roumain. Cet ouvrage a été couronné du Prix de l'Académie des Sciences Morales et politiques.
- Le Principe de subsidiarité, Paris, PUF, 1993. Traduit en polonais.
- L'Irrévérence, essai sur l'esprit européen, Paris, Mame, 1993.
- L'Autorité, Paris, PUF, coll. « Que sais-je ? », 1994. Traduit en coréen.
- Le Souci contemporain, Bruxelles, Complexe, 1996. Réédité par La Table Ronde en 2004. (ISBN 2-7103-2734-1) Traduit en anglais (E.-U.). Cet ouvrage a été couronné du Prix Mousquetaire.
- Démocraties: l'identité incertaine, direction d'un ouvrage collectif, 1994
- La Grande Europe ?, direction d'un ouvrage collectif, 1994.Traduit en espagnol.
- Histoire des idées politiques de l'Europe centrale (avec Michel Maslowski), Paris, PUF, 1998. Cet ouvrage a été couronné du Prix de l’Académie des Sciences Morales et Politiques.
- Éloge de la singularité, essai sur la modernité tardive, Paris, La Table Ronde, 2000. Traduit en anglais (USA). Cet ouvrage a été couronné du prix Raymond-de-Boyer-de-Sainte-Suzanne de l’Académie française
- La République. Une question française, Paris, PUF, 2002. Traduit en hongrois. Cet ouvrage a été couronné du Prix Louis Liard 2003 décerné par l’Académie française dans la catégorie des prix traitant d'une question de philosophie, ou d'histoire de la philosophie, ou d'éducation.
- Mythes et symboles politiques en Europe centrale (dir. avec Michel Masłowski, Joanna Nowicki), Paris, PUF, 2002. Traduit en roumain.
- La grande méprise, Justice internationale, gouvernement mondial, guerre juste…, Paris, La Table Ronde, 2004. Traduit en anglais (E.-U.).
- Dissidences (dir. avec Maslowski et Nowicki), Paris, PUF, 2005.
- Les Deux Europes, Ed. du Sandre, 2007.[lire en ligne] (extrait).
- Michel Villey. Le Juste Partage, (avec Stéphane Bauzon), Paris, Dalloz, 2007.
- La Nature du populisme ou les Figures de l'idiot, Les Editions Ovadia, collection Chemins de pensée, 17 mai 2008,  (ISBN 978-2-2915-7413-2)
- Qu'est-ce que l'homme, éditions du Cerf, 2008  (ISBN 978-2-2040-8586-1).
- L’Identité de l’Europe, (avec Jean-François Mattéi), Paris, PUF, 2010.
- La Paresse et la Révolte, Paris, Plon, 2011.
- L’Âge du renoncement, Paris, éditions du Cerf, 2011.
- Les Pierres d’angle, à quoi tenons-nous ?, Paris, éditions du Cerf, 2014.
- Le Nouvel âge des pères, avec Martin Steffens, éditions du Cerf, 2014  (ISBN 978-2-2041-0402-9).
- Le Populisme et les Demeurés de l’Histoire, Paris/Monaco, éditions du Rocher, 2015.
- La haine du monde. Totalitarismes et postmodernité, éditions du Cerf, 238 p., 2016  (ISBN 978-2-2041-0806-5).
- Un personnage d'aventure: petite philosophie de l'enfance, éditions du Cerf, 208 p., 2017  (ISBN 978-2-2041-2111-8).
- dir. avec Giulio De Ligio, La démocratie dans l'adversité, éditions du Cerf, 2019.
- dir. avec Giulio De Ligio, Démocratie et liberté. Les peuples modernes à l'épreuve de leurs contradictions, Cerf, 2020
- Le crépuscule de l'universel, Cerf, 376 p., 2020  (ISBN 978-2-2041-3557-3).
- dir. avec Joanna Nowicki, La Vie de l'esprit en Europe centrale et orientale depuis 1945, dictionnaire encyclopédique, éditions du Cerf, 2021.
- La fin de la Chrétienté, éditions du Cerf, 176 p., 2021  (ISBN 9782204146197).
- Insurrection des particularités, 314 p. Cerf, 2025

En liaison avec la Circulaire ministérielle du 1er septembre 2011 sur l'instruction civique et morale :
- Manuel d'instruction civique et morale - Cycle 3, La Librairie des Écoles, 13 juillet 2011,  (ISBN 978-2-916-78830-2)

### Romans
- L'Enfant nocturne, Paris, Mercure de France, 1993.

- Quatre, Paris, Mercure de France, 1998.
- Matin rouge, avec Ilios Yannakakis, Paris, Presses de la Renaissance, 2005.
- L'expédition Janus, Paris, éditions du Rocher, 2008.

### Collectif
- Simone Weil (dir), Éditions du Cerf, 2009.

## Récompenses et distinctions

### Décorations
- Chevalier de la Légion d'honneur (2009)[16]

### Prix littéraires
- Prix Mousquetaire, 1996.
- Prix Joseph-du-Teil de l'Académie des sciences morales et politiques, 1998[17]
- Prix Raymond de Boyer de Sainte-Suzanne de l'Académie française, 2001.